# Atletica leggera ai XVII Giochi del Mediterraneo - 100 metri piani femminili

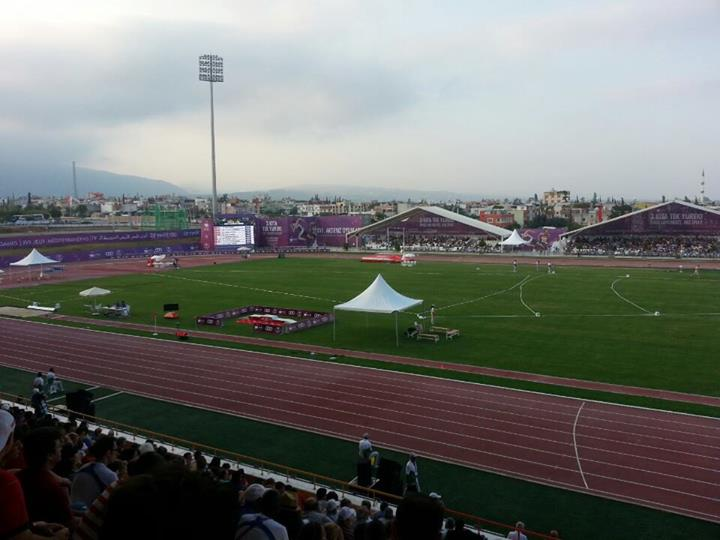

Le gare di atletica leggera nella categoria 100 metri piani femminili si sono tenute il 27 giugno 2013 al Nevin Yanıt Atletizm Kompleksi di Mersin.

## Calendario
Fuso orario EET (UTC+3).
| Data      | Ora   | Turno    |
| --------- | ----- | -------- |
| 27 giugno | 19:00 | Batterie |
| 27 giugno | 20:40 | Finale   |

## Risultati
Le 12 atlete vengono inquadrate in due batterie rispettivamente da 5 e 7 velociste ciascuna. Si qualificano alla finale i primi otto tempi.

### Batterie
| Pos. | Nome                    | Nazione  | Tempo | Batt. | Corsia | Note |
| ---- | ----------------------- | -------- | ----- | ----- | ------ | ---- |
| 1    | Eleni Artymata          | Cipro    | 11"68 | 1     | 2      | Q    |
| 1    | Ilenia Draisci          | Italia   | 11"68 | 2     | 3      | Q    |
| 3    | Estela García Villalta  | Spagna   | 11"69 | 1     | 3      | Q    |
| 3    | Audrey Alloh            | Italia   | 11"69 | 1     | 6      | Q    |
| 5    | Maria Gatou             | Grecia   | 11"73 | 2     | 7      | Q    |
| 6    | Carima Louami           | Francia  | 11"74 | 2     | 5      | Q    |
| 7    | Anna Ramona Papaioannou | Cipro    | 11"76 | 2     | 4      | Q    |
| 8    | Sara Strajnar           | Slovenia | 11"87 | 2     | 6      | Q    |
| 9    | Kristina Žumer          | Slovenia | 11"89 | 1     | 5      |      |
| 10   | Hatice Öztürk           | Turchia  | 12"20 | 2     | 8      |      |
| 11   | Nimet Karakuş           | Turchia  | -     | 1     | 4      | DNF  |
| 12   | Souheir Bouali          | Algeria  | -     | 2     | 2      | DNF  |

### Finale
| Pos. | Atleta                  | Nazionalità | Tempo | Corsia | Note |
| ---- | ----------------------- | ----------- | ----- | ------ | ---- |
|      | Ilenia Draisci          | Italia      | 11"53 | 3      |      |
|      | Estela García Villalta  | Spagna      | 11"53 | 4      |      |
|      | Eleni Artymata          | Cipro       | 11"55 | 5      |      |
| 4    | Carima Louami           | Francia     | 11"61 | 7      |      |
| 5    | Audrey Alloh            | Italia      | 11"67 | 6      |      |
| 6    | Sara Strajnar           | Slovenia    | 11"74 | 1      |      |
| 7    | Anna Ramona Papaioannou | Cipro       | 11"89 | 8      |      |
| 8    | Maria Gatou             | Grecia      | -     | 2      | DSQ  |